# Burgforde
Burgforde ist ein Ortsteil im Norden von Westerstede, der Kreisstadt des niedersächsischen Landkreises Ammerland.

## Geschichte
1266 gründete Graf Johann I. Burg Burgforde als Schutzwehr an der Straße, welche vom Ammerland weiter über Felde und Moorburg nach Ostfriesland führte. So sollte die Herrschaft der Grafschaft Oldenburg über das Ammerland gegen die Ostfriesen gesichert werden. Der Name Burgforde leitet sich von dieser Burg und einer Furt über die Kleine Norderbäke (damals Linsweger Bäke) ab, lässt sich also als Burg bei der Furt übersetzen.
Um die Festung herum siedelten sich die Bediensteten an, die als Köter nebenerwerblich Landwirtschaft betrieben. Damit unterscheidet sich die Entstehungsgeschichte Burgfordes grundsätzlich von der anderer Dörfer in der Region, die meist ab dem 9. Jahrhundert als Eschsiedlungen entstanden. 1679 gab es daher auch insgesamt 23 Köterstellen, aber keinen einzigen Hausmann. Auch die älteste Bannmühle des Kirchspiels Westerstede, eine Bockwindmühle, die sich in Burgforde befand, wurde an einen Köter verpachtet – die Pacht für eine herrschaftliche Mühle konnten sich andernorts nur Hausleute leisten.
Obwohl als Festung gegen die Ostfriesen gedacht, wurde das Feste Haus Burgforde nie belagert. Um 1550 hatte es seine Bedeutung als Festung dann vollständig verloren, nachdem Graf Anton I. das Haus Apen, das er 1538 erworben hatte, zu einer modernen Festung ausgebaut hatte. Das Haus Burgforde verfiel danach diente danach zumeist nur noch als Jagdschloss der Oldenburger Grafen und zeitweise als Amtssitz der Drosten und Vögte von Westerstede. 1746 wurde die ehemalige Festung Teil des erblichen Lehens an den Amtmann Alarich von Witken, das den Namen „Wittenheim“, abgeleitet von „Witkens Heim“, erhielt. Dieser Name findet sich heute noch in den Namen eines Hotels und der Straße nach Felde wieder. Nach dem Tode Witkens und seiner Nachkommen verfiel die ehemalige Burg zusehends. Um 1800 wurde dann das Inventar versteigert und die Reste der Gebäude abgerissen. Heute ist nur noch der Burgplatz mit dem Graben sichtbar.
Ab 1738 durchquerte der Postweg von Bremen über Oldenburg nach Amsterdam Burgforde und setzte seinen Verlauf durch Moorburg über einen Moordamm durch das Lengener Moor nach Ostfriesland fort. Diese Streckenführung ersetzte, nicht zuletzt durch den Einsatz von Alarich von Witken, einen älteren Postweg nach Neuschanz, der seit 1733 durch Apen führte, bei schlechtem Wetter aber kaum passierbar war.